# Richard Lumley, II conte di Scarbrough
Richard Lumley, II conte di Scarbrough (30 novembre 1686 – 29 gennaio 1740) è stato un politico inglese.

## Biografia
Era il figlio di Richard Lumley, I conte di Scarbrough, e di sua moglie, Frances Jones. Frequentò Eton e King's College, Cambridge.

## Carriera
Nel 1708 entrò in Parlamento come deputato per East Grinstead e come deputato per Arundel nel 1710. Nel 1715 entrò nella Camera dei lord e combatté contro i giacobini a Preston, nello stesso anno.
Il 2 maggio 1721 prese parte al battesimo di Guglielmo Augusto, Duca di Cumberland. Dopo aver ereditato i titoli da suo padre nel 1721, Scarbrough divenne Lord luogotenente di Northumberland, il colonnello dei Coldstream Guards nel 1722, Master of the Horse nel 1727 e ammesso al Consiglio privato. Nel 1739, è stato uno dei fondatori governatori del Foundling Hospital a Londra.

## Morte
Nel 1740, Lord Scarbrough si suicidò, sparandosi un colpo di pistola in bocca; al momento della sua morte, si vociferava che fosse causato da un disturbo mentale che si sviluppò da un colpo alla testa quando ebbe un incidente con la sua carrozza un paio di giorni prima. Questo, però, sembrava essere una storia circolata dai suoi amici per nascondere la verità.
Lungi dall'essere un atto derivante da disturbi mentali, non vi sono prove che sapesse bene quello che stesse facendo.
Fu sepolto il 4 febbraio 1740 a Grosvenor Chapel, a Mayfair.